# Зарнадзеєбі
Зарнадзеєбі (груз. ზარნაძეები) — село в Грузії.
За даними перепису населення 2014 року в селі проживає 336 осіб.